# Palojce
Palojce (cyr. Палојце) – wieś w Serbii, w okręgu jablanickim, w mieście Leskovac. W 2011 roku liczyła 453 mieszkańców.